# Шестнадесетоъгълник
Шестнадесетоъгълникът (също и хексадекагон) е многоъгълник с шестнадесет страни и ъгли. Сборът на всички вътрешни ъгли е 2520° (14π). Има 104 диагонала.

## Правилен шестнадесетоъгълник
При правилния шестнадесетоъгълник всички страни и ъгли са равни. Вътрешният ъгъл е 157,5°, а външният и централният – 22,5°.

### Лице
Лицето S на правилен шестнадесетоъгълник може да бъде намерено по три начина:
- По страната a:

{\displaystyle S=4a^{2}\left(1+{\sqrt {2}}+{\sqrt {4+2{\sqrt {2}}}}\right)=4a^{2}\cdot \cot({\tfrac {\pi }{16}})\approx 20,109358\,a^{2}}
- По радиуса R на описаната окръжност:

{\displaystyle S=4R^{2}{\sqrt {2-{\sqrt {2}}}}=8R^{2}\cdot \sin({\tfrac {\pi }{8}})\approx 3,061467\,R^{2}}
- По радиуса r на вписаната окръжност (т.е. апотемата):

{\displaystyle S=16r^{2}\cdot \tan({\tfrac {\pi }{16}})\approx 3,182598\,r^{2}}

### Построение
Тъй като 16 е степен на 2, правилен шестнадесетоъгълник може да бъде построен с линийка и пергел: